# Zeilenfall
Als Zeilenfall bezeichnet man das Satzbild untereinander stehender Zeilen. Je nach Satzart gilt es, dabei verschiedene Dinge zu beachten:
- Beim Flattersatz (auch: offener Zeilenfall) achtet man auf einen deutlichen Kontrast zwischen kurzen und langen Zeilen. Dabei ist neben dem harmonischen Gesamtbild auch die Textlogik zu berücksichtigen: Zusammengehörende Satzteile sollten nach Möglichkeit nicht auseinandergerissen werden, dennoch sollte man zu kurze oder zu lange Einzelzeilen vermeiden.
  - Mittelachsensatz (zentrierter/axialer Zeilenfall) ist eine Sonderform des Flattersatzes
- Beim Blocksatz oder geschlossenen Zeilenfall hat man hingegen eine klare rechte Kante ohne Flatterrand. Durch entsprechende Worttrennungen und Ausgleichen der Wortzwischenräume (das Austreiben) sollte man Löcher- oder gar Gassenbildungen in der Textfahne verhindern.

Angestrebt wird in beiden Fällen ein harmonisches Gesamtbild mit einheitlicher Grauwirkung, d. h. homogener optischer Dichte ohne helle Löcher oder Gassen im Text.